# Ravi Sethi
Ravi Sethi (né en 1947) est un informaticien indien qui a travaillé pour les Laboratoires Bell et qui est président de l’Avaya Labs Research. Il est connu pour être l'un des trois auteurs du Dragon book, livre consacré aux techniques de compilation.
Sethi est né à Murdana au Pendjab. Il a étudié à l’Indian Institute of Technology de Kanpur (IITK) et obtint un Ph.D. à l'Université de Princeton. Il a travaillé comme professeur assistant à l'Université d'État de Pennsylvanie avant de rejoindre les Laboratoires Bell en 1976.
Lorsqu'il travaillait pour les Laboratoires Bell, il reçut le Distinguished Technical Staff award et en 1996 il fut nommé Fellow de l'Association for Computing Machinery. Par ailleurs, en 1996, il fut nommé vice-président de la recherche chargé des sciences mathématique et de l'information. Enfin, en 1997, il devint le directeur de la technologie du Communications Software Group de Lucent Technologies.